# Kulczyzna
Kulczyzna – wieś sołecka w Polsce położona w województwie świętokrzyskim, w powiecie jędrzejowskim, w gminie Jędrzejów.
W latach 1975–1998 miejscowość administracyjnie należała do województwa kieleckiego.

## Części miejscowości
| SIMC    | Nazwa         | Rodzaj  |
| ------- | ------------- | ------- |
| 0240320 | Cegła         | kolonia |
| 0240336 | Kopaniny      | kolonia |
| 1016405 | Makowszczyzna | osada   |

## Historia
- 1827 nie występuje w spisie miejscowości
- 1921 Kulczyzna – kolonia spisano 30 budynków 188 osób[7].